# サンダーストーム (アルバム)
『サンダーストーム』（原題：Tilt）は、イギリスのドラマー、コージー・パウエルが1981年に発表した、ソロ名義では2作目のスタジオ・アルバム。

## 背景
前作『オーヴァー・ザ・トップ』は全曲ともインストゥルメンタルだったが、本作は8曲中4曲がボーカル・ナンバーとなった。「リヴィング・ア・ライ」でボーカルを担当したフランク・アイエロは、かつてパウエルが率いていたバンド「ベドラム」および「コージー・パウエルズ・ハマー」のメンバーだった。本作の参加メンバーのうちゲイリー・ムーア、バーニー・マースデン、ドン・エイリー、ジャック・ブルースは前作『オーヴァー・ザ・トップ』にも参加した。また、パウエルが本作の制作当時に所属していたマイケル・シェンカー・グループのベーシスト、クリス・グレンも参加している。
ジャケット・デザインはヒプノシスによる。イギリス盤LP (POLD 5047)はサイド1がボーカル・ナンバー、サイド2がインストゥルメンタルで固められた構成だったが、日本盤LPでは曲順が変更され、「キャット・ムーヴス」が1曲目となり、後の再発CDも日本盤に準じた曲順となっている。また、2017年発売のボックス・セット『ザ・ポリドール・イヤーズ』のディスク2には本作の全編が収録され、やはり「キャット・ムーヴス」から始まる曲順となった。

## 反響・評価
母国イギリスでは、1981年9月19日付の全英アルバムチャートで初登場83位となり、最終的には4週トップ100入りして最高58位を記録した。ジェフ・バートンは2017年、loudersound.comにおいて本作に10点満点中7点を付け「前作よりもずっと優れており、より単純明快である」「フランク・アイエロ、それに卓越したボーカリストのエルマー・ガントリーによる好ましいボーカルのおかげで、一本調子なインストゥルメンタル作品ではなくなっている」と評している。

## 収録曲
1. キャット・ムーヴス "Cat Moves" (Jan Hammer) – 5:12
2. サンセット "Sunset" (Gary Moore) – 4:32
3. リヴィング・ア・ライ "Living a Lie" (Cozy Powell, Bernie Marsden, Don Airey) – 5:37
4. ホット・ロック "Hot Rock" (J. Hammer) – 4:38
5. ザ・ブリスター "The Blister" (G. Moore, D. Airey) – 4:24
6. ザ・ライト・サイド "The Right Side" (Kirby Gregory, John Cook) – 3:50
7. ジキルとハイド "Jekyll & Hyde" (K. Gregory, J. Cook) – 4:38
8. スナー・オア・レイター "Sooner or Later" (K. Gregory, Elmer Gantry) – 3:02

### イギリス盤LP・アメリカ盤LP
サイド1
1. "The Right Side" (K. Gregory, J. Cook)
2. "Jekyll & Hyde" (K. Gregory, J. Cook)
3. "Sooner or Later" (K. Gregory, E. Gantry)
4. "Living a Lie" (C. Powell, B. Marsden, D. Airey)

サイド2
1. "Cat Moves" (J. Hammer)
2. "Sunset" (G. Moore)
3. "The Blister" (G. Moore, D. Airey)
4. "Hot Rock" (J. Hammer)

## 参加ミュージシャン
- コージー・パウエル - ドラムス
- フランク・アイエロ - ボーカル(on "Living a Lie")
- エルマー・ガントリー - ボーカル(on "The Right Side", "Jekyll & Hyde", "Sooner or Later")
- ジェフ・ベック - ギター(on "Cat Moves", "Hot Rock")
- ゲイリー・ムーア - ギター(on "Sunset", "The Blister")
- バーニー・マースデン - ギター(on "Living a Lie")
- カービー・グレゴリー - ギター(on "Jekyll & Hyde", "Sooner or Later")
- ジョン・クック - キーボード(on "Cat Moves", "Living a Lie", "The Right Side", "Jekyll & Hyde", "Sooner or Later")、モーグ・ベース("Hot Rock")
- ドン・エイリー - キーボード、モーグ・ベース(on "Sunset", "The Blister")
- デヴィッド・サンシャス - シンセサイザー・ソロ(on "Cat Moves")
- ジャック・ブルース - ベース(on "Cat Moves")
- ニール・マーレイ - ベース(on "Living a Lie")
- クリス・グレン - ベース(on "The Right Side", "Jekyll & Hyde", "Sooner or Later")
- メル・コリンズ - サクソフォーン(on "The Right Side")